# Superstrada S51
La superstrada S51 è una superstrada polacca che attraversa il Paese da nord a est, da Olsztyn a Olsztynek.